# KTFF Süper Lig
Giải bóng đá vô địch quốc gia Bắc Síp hay KTFF Süper Lig (tiếng Anh: CTFA Super League), trước đây là Birinci Lig (đọc là Giải hạng nhất) là giải bóng đá cấp độ cao nhất ở Bắc Síp. Hiện tại có 14 đội tham gia.
Cuối mùa giải, hai đội cuối bảng sẽ xuống chơi tại KTFF 1. Lig, và bốn đội thấp tiếp theo sẽ đấu play-off để quyết định đội thứ ba xuống hạng.

## Lịch sử
Birinci Lig được thành lập bởi 6 câu lạc bộ năm 1955. Các thành viên sáng lập bao gồm:
- Baf Ülkü Yurdu
- Çetinkaya Türk
- Doğan
- Gençler Birliği
- Gençlik Gücü
- Mağusa Türk Gücü

## Câu lạc bộ Birinci Lig 2015–16
- Binatlı
- Bostancı Bağcıl (xuống hạng)
- Cihangir
- Değirmenlik
- Doğan
- GAÜ Çetinkaya
- Küçük Kaymaklı
- Larnaka Gençler Birliği
- Lefke
- Mağusa Türk Gücü
- Mormenekşe
- Türk Ocağı Limasol
- Yeni Boğaziçi (xuống hạng)
- Yenicami Ağdelen

## Đội vô địch
| - 1955–56 – Doğan Türk Birliği (Kyrenia) - 1956–57 – Doğan Türk Birliği (Kyrenia) - 1957–58 – Çetinkaya Türk (Nicosia) - 1958–59 – Doğan Türk Birliği (Kyrenia) - 1959–60 – Çetinkaya Türk (Nicosia) - 1960–61 – Çetinkaya Türk (Nicosia) - 1961–62 – Çetinkaya Türk (Nicosia) - 1962–63 – Küçük Kaymaklı Türk (Nicosia) - 1963–64 – Bị hủy bỏ sau 5 trận đấu - 1964–65 – Không thi đấu - 1965–66 – Không thi đấu - 1966–67 – Không thi đấu - 1967–68 – Không thi đấu - 1968–69 – Mağusa Türk Gücü (Famagusta) - 1969–70 – Çetinkaya Türk (Nicosia) - 1970–71 – Yenicami Ağdelen (Nicosia) - 1971–72 – Gönyeli (Nicosia) - 1972–73 – Yenicami Ağdelen (Nicosia) - 1973–74 – Yenicami Ağdelen (Nicosia) - 1974–75 – Không thi đấu - 1975–76 – Yenicami Ağdelen (Nicosia) | - 1976–77 – Mağusa Türk Gücü (Famagusta) - 1977–78 – Gönyeli (Nicosia) - 1978–79 – Mağusa Türk Gücü (Famagusta) - 1979–80 – Mağusa Türk Gücü (Famagusta) - 1980–81 – Gönyeli (Nicosia) - 1981–82 – Mağusa Türk Gücü (Famagusta) - 1982–83 – Mağusa Türk Gücü (Famagusta) - 1983–84 – Yenicami Ağdelen (Nicosia) - 1984–85 – Küçük Kaymaklı Türk (Nicosia) - 1985–86 – Küçük Kaymaklı Türk (Nicosia) - 1986–87 – Baf Ülkü Yurdu (Guzelyurt) - 1987–88 – Baf Ülkü Yurdu (Guzelyurt) - 1988–89 – Baf Ülkü Yurdu (Guzelyurt) - 1989–90 – Baf Ülkü Yurdu (Guzelyurt) - 1990–91 – Doğan Türk Birliği (Kyrenia) - 1991–92 – Doğan Türk Birliği (Kyrenia) - 1992–93 – Gönyeli (Nicosia) - 1993–94 – Doğan Türk Birliği (Kyrenia) - 1994–95 – Gönyeli (Nicosia) - 1995–96 – Akıncılar - 1996–97 – Çetinkaya Türk (Nicosia) | - 1997–98 – Çetinkaya Türk (Nicosia) - 1998–99 – Gönyeli (Nicosia) - 1999–00 – Çetinkaya Türk (Nicosia) - 2000–01 – Gönyeli (Nicosia) - 2001–02 – Çetinkaya Türk (Nicosia) - 2002–03 – Binatlı Yılmaz (Morphou) - 2003–04 – Çetinkaya Türk (Nicosia) - 2004–05 – Çetinkaya Türk (Nicosia) - 2005–06 – Mağusa Türk Gücü (Famagusta) - 2006–07 – Çetinkaya Türk (Nicosia) - 2007–08 – Gönyeli (Nicosia) - 2008–09 – Gönyeli (Nicosia) - 2009–10 – Doğan Türk Birliği (Kyrenia) - 2010–11 - Küçük Kaymaklı Türk (Nicosia) - 2011–12 - Çetinkaya Türk (Nicosia) - 2012–13 - Çetinkaya Türk (Nicosia) - 2013–14 – Yenicami Ağdelen (Nicosia) - 2014–15 – Yenicami Ağdelen (Nicosia) - 2015–16 – Mağusa Türk Gücü (Famagusta) |

### Số danh hiệu theo câu lạc bộ
Kể từ khi Birinci Lig thành lập năm 1955, có 9 đội bóng khác nhau giành chức vô địch:
- Çetinkaya Türk – 14
- Gönyeli – 9
- Mağusa Türk Gücü – 8
- Doğan Türk Birliği – 7
- Yenicami Ağdelen – 7
- Baf Ülkü Yurdu – 4
- Küçük Kaymaklı Türk – 4
- Akıncılar – 1
- Binatlı Yılmaz – 1